# Mjögsjön (Östmarks socken, Värmland)
Mjögsjön är en sjö i Torsby kommun i Värmland och ingår i Göta älvs huvudavrinningsområde. Sjön är 7,4 meter djup, har en yta på 0,179 kvadratkilometer och befinner sig 202,8 meter över havet.

## Delavrinningsområde
Mjögsjön ingår i det delavrinningsområde (669158-133767) som SMHI kallar för Utloppet av Stor-Hässlingen. Medelhöjden är 277 meter över havet och ytan är 35,97 kvadratkilometer. Det finns inga avrinningsområden uppströms utan avrinningsområdet är högsta punkten. Hasslan som avvattnar avrinningsområdet har biflödesordning 4, vilket innebär att vattnet flödar genom totalt 4 vattendrag innan det når havet efter 381 kilometer. Avrinningsområdet består mestadels av skog (82 procent). Avrinningsområdet har 1,99 kvadratkilometer vattenytor vilket ger det en sjöprocent på 5,5 procent.